# Osamu Chiba
Osamu Chiba (千葉 修 Chiba Osamu?,  nacido el 22 de mayo de 1968 en Miyagi) es un exfutbolista japonés que se desempeñaba como guardameta.

## Trayectoria

### Clubes
| Club            | País  | Año         |
| --------------- | ----- | ----------- |
| Honda           | Japón | 1991 - 1992 |
| Kashima Antlers | Japón | 1992 - 1994 |
| Kashiwa Reysol  | Japón | 1995        |
| Brummell Sendai | Japón | 1996 - 1997 |